# 3490 Solc
3490 Solc је астероид главног астероидног појаса са средњом удаљеношћу од Сунца која износи 2,400 астрономских јединица (АЈ).
Апсолутна магнитуда астероида је 13,4.